# هيدروجين ثلاثي الذرة
الهيدروجين ثلاثي الذرة H3 عبارة عن جزيء ثلاثي الذرة غير مستقر، يتألف من ثلاث ذرات هيدروجين، وبذلك يعد من أبسط الجزيئات ثلاثيّة الذرة. عدم استقرار هذا الجزيء برهن رياضياً عن طريق حساب الطاقة بالمحاكاة باستخدام الحواسيب؛ وعملياً فإن جزيء الهيدروجين ثلاثي الذرة يدوم فقط دون واحد على المليون من الثانية. ينشأ هذا الجزيء ثم يتفكك بسرعة في الكون كنتيجة لوجود كاتيون ثلاثي الهيدروجين بكميات كبيرة.
هذا الجزيء H3 يصدر طيف أشعة تحت الحمراء عندما يُثار نتيجة لاهتزازه ودورانة، وطيفه هذا مشابه لطيف الأيون H3+. وفي بدأ نشأة الكون كانت تلك الخاصية لإصدار أشعة تحت الحمراء هي التي سمحت بأن يبرد غاز الهيدروجين والهيليوم الأولي ويتكاثف مكونا النجوم الأولى.

## التشكل والتفكك
يتشكّل جزيء الهيدروجين ثلاثي الذرة تحت ضغط منخفض في أنبوب تفريغ الغاز.
يمكن أن تتشكل حزمة من جزيئات H3 المعتدلة من حزمة من أيونات +H3 الممررة خلال البوتاسيوم الغازي، والذي يمنح إلكتروناً إلى كاتيون ثلاثي الهيدروجين مشكلاً +K أيون البوتاسيوم. يمكن استعمال فلزات قلوية أخرى بالحالة الغازية مثل السيزيوم لمنح الإلكترونات لتشكيل الهيدروجين ثلاثي الذرة.
يتفكك
H3 حسب الطرق التالية:
{\displaystyle H_{3}\quad \longrightarrow \quad H_{3}^{+}\ +\ e^{-}} 
{\displaystyle H_{3}^{*}\quad \longrightarrow \quad H\ +\ H_{2}}
{\displaystyle H_{3}^{*}\quad \longrightarrow \quad H\ +\ H\ +\ H}

## الخصائص
يوجد جزيء الهيدروجين ثلاثي الذرة بالحالة المثارة فقط. عندما يحاول الجزيء أن يفقد الطاقة التي يحتويها للانتقال إلى الحالة الأرضية فإنه يتفكك على الفور خلال حوالي بيكوثانية.
إن طيف الأشعة تحت الحمراء لجزيء H3 نتيجة الدوران والاهتزاز مشابهة للكاتيون +H3.